# Bill Maher (roer)
William Patrick "Bill" Maher (født 25. juni 1946 i Detroit, Michigan, USA) er en amerikansk tidligere roer.
Maher vandt bronze i dobbeltsculler ved OL 1968 i Mexico City (sammen med John Nunn). I finalen blev de besejret af sovjetiske Aleksandr Timosjinin og Anatolij Sass, som vandt guld, samt af Harry Droog og Leendert van Dis fra Holland, som tog sølvmedaljerne.

## OL-medaljer
- 1968:  Bronze i dobbeltsculler